# Santa Teresa del Tuy (paroisse civile)
Pour les articles homonymes, voir Santa Teresa.
Santa Teresa del Tuy est l'une des deux paroisses civiles de la municipalité d'Independencia dans l'État de Miranda au Venezuela. Sa capitale est Santa Teresa del Tuy, chef-lieu de la municipalité. En 2011, sa population s'élève à 67 877 habitants.

## Géographie

### Démographie
Hormis sa capitale Santa Teresa del Tuy, la paroisse civile possède plusieurs localités :
- Colinas de la Esperanza
- El Hornito
- El Palmar
- Paraíso del Tuy
- Santa Teresa del Tuy dont :
  - Barrio Vizcaíno
  - Centro
  - El Crujial
  - El Habanero
  - El Rincón
  - La Fundación
  - La Tortuga
  - Los Dos Caminos